# The Clan Part. 1 Lost
The Clan Part. 1 Lost (também estilizado como THE CLAN, Pt. 1 <LOST>) é o terceiro extended play e a primeira parte de uma trilogia de álbuns chamado The Clan, do grupo sul coreano, Monsta X. Foi lançado pela Starship Entertainment em 18 de maio de 2016 e distribuído pela LOEN Entertainment. O álbum contém seis faixas, incluindo o single digital "Ex Girl" com Wheein do grupo Mamamoo e a faixa-título "걸어 (All in)".

## Antecedentes e lançamento
Em abril de 2016, o grupo anunciou que lançaria em 18 de maio o primeiro episódio da série de álbuns chamado The Clan, tendo como subtítulo a primeira parte, Lost. Um single digital foi pré-lançada em 9 de maio, intitulado de "Ex Girl", com participação de Wheein do grupo Mamamoo. A faixa é descrita como uma canção R&B e pop suave, que conta a lamentação de um homem que deixou seu amor ir embora.
A faixa-título oficial foi lançado no mesmo dia que o álbum. Intitulado de "All In", é uma faixa de hip-hop que destaca o poderoso som do grupo. Ele também apresenta uma batida forte e raps fortes. O videoclipe da faixa foi lançado no canal oficial da Starship Entertainment e 1theK no Youtube no mesmo dia. Foi dirigido pela premiada diretora, Dee Shin, que já dirigiu videoclipes para grupos como 2NE1, Winner e Seventeen.

## Faixas
A lista de faixas foi divulgada na conta oficial do grupo no Twitter em 3 de maio de 2016.
| N.º            | Título                            | Letras                                           | Música                             | Arranjos                | Duração |  |
| 1.             | "Ex Girl" (com Wheein de Mamamoo) | Giriboy, Jooheon, I.M                            | 리시, ESBEE                        | 리시, ESBEE             | 3:23    |  |
| 2.             | "걸어 (All in)"                   | ESBEE, Stereo 14, 리시, Mad Clown, Jooheon, I.M  | 리시, Stereo 14, ESBEE, Brother Su | 리시, Stereo 14, ESBEE  | 3:10    |  |
| 3.             | "네게만 집착해" (Stuck)           | Punch Sound, Seo Jieum, Jooheon, I.M             | Punch Sound                        | Punch Sound             | 3:45    |  |
| 4.             | "백설탕" (Sweetheart)             | Jooheon, I.M, Jeongmin                           | Jooheon, I.M, Jeongmin             | Jeongmin                | 3:15    |  |
| 5.             | "반칙이야" (Unfair Love)          | Kiggen, Stereo 14, 리시, Seo Jieum, Jooheon, I.M | Stereo 14, 리시, Kiggen            | Stereo 14, 리시, Kiggen | 3:18    |  |
| 6.             | "Because of U"                    | Rescue the Beat, Jooheon, I.M                    | Rescue the Beat, Jooheon, I.M      | Rescue the Beat         | 3:03    |  |
| Duração total: | Duração total:                    | Duração total:                                   | Duração total:                     | Duração total:          | 19:54   |  |

## Desempenho nas paradas musicais e vendas
| Tabela musical                          | Melhor posição |
| --------------------------------------- | -------------- |
| Coreia do Sul (Gaon Weekly Album Chart) | 3              |
| Estados Unidos (Billboard World Album)  | 5              |
| Japão (Weekly Digital Albums Chart)     | 37             |

| País          | Vendas  |
| ------------- | ------- |
| Coreia do Sul | 91,748+ |
| Japão         | 6,797+  |

## Prêmios e indicações
| Ano  | Premiação          | Categoria    | Resultado |
| ---- | ------------------ | ------------ | --------- |
| 2017 | Golden Disk Awards | Disk Bonsang | Venceu    |